# The Pigeon Detectives
The Pigeon Detectives est un groupe de rock indépendant britannique, originaire de Leeds, en Angleterre. Il est formé en 2004, et compte cinq albums studio à son actif. Le premier, Wait for Me, est disque de platine au Royaume-Uni avec une 3e place à l'UK Albums Chart, tandis que le second, Emergency, est disque d'or avec une 5e place.

## Biographie

### Formation
Le groupe est formé en 2004 à Leeds, Yorkshire de l'Ouest. Pour le nom du groupe, le batteur Jimmi Naylor explique : « Ce nom ne m'a jamais plus. Mais c'est resté – et c'est sûrement grâce à un nom débile comme celui-là qui nous a fait gagné l'attention. Le groupe débattait sur un nom et 'The Pigeon Detectives' est sorti. C'était devenu une blague entre nous, et ça ne voulait rien dire. Mais quand on a fait notre premier concert à Leeds le promoteur nous a demandé 'C'est quoi votre nom?' On était là genre 'Oh, hum... "The Pigeon Detectives". »

### Wait for Me
Leur premier album, Wait for Me, est enregistré à l'automne 2006, produit par Will Jackson (Kaiser Chiefs / Embrace) et arrangé par Cenzo Townshend (Snow Patrol, Kaiser Chiefs, Bloc Party) et Steve Harris (The Automatic, U2). Il atteint la 3e place de l'UK Albums Chart en avril 2007, notamment grâce à son succès sur les plates-formes de téléchargement. Il y obtient un disque de platine. 
En juillet 2007, le groupe joue à l'Oxegen, un festival irlandais situé à County Kildare, et encore une fois en juillet 2008. En septembre 2007, le groupe joue au JerseyLive, un événement de weekend situé à Jersey, qui a fait participé The Fratellis et Kasabian. Encore en septembre 2007, les Pigeon Detectives sont nommés dans la catégorie de meilleur groupe aux Q Awards, mais perdent face à The Enemy. Le groupe joue en soutien à Kaiser Chiefs sur trois dates de leur tournée britannique entre novembre et décembre, comme le 1er décembre à la Manchester Evening News Arena et le 15 décembre au Earls Court de Londres. Une reprise du morceau The Power of Love de Huey Lewis and the News apparait dans la compilation Radio 1 Established 1967.

### Emergency
En janvier 2008, ils enregistrent leur deuxième album, intitulé Emergency, avec le producteur Stephen Street aux Monnow Valley Studios de Monmouth, au Pays-de-Galles. L'album est publié le 26 mai 2008, atteignant l'UK Album Charts (5e place). Il est certifié disque d'or au Royaume-Uni. En juillet 2008, le single I Found Out est inclus dans la bande son du film Le Journal intime de Georgia Nicolson.  Le groupe termine sa tournée en soutien à l'album Emergency avec un concert spécial au Alexandra Palace de Londres devant 8 000 spectateurs.

### Up, Guards and at 'Em!
Après avoir terminé la tournée  Emergency à la fin 2008, le groupe prend une pause. En octobre 2009, le groupe enregistre une reprise de Tainted Love de Soft Cell, dont l'argent sera reversée aux associations luttant contre la maltraitance des enfants à Leeds. The Pigeon Detectives tournent avec le groupe de Manchester James en décembre 2010.
Leur troisième album, Up, Guards and at 'Em!, est enregistré à Brooklyn, New York, avec le producteur Justin Gerrish en été 2010 et publié le 4 avril 2011, accompagné d'un single, Done in Secret. L'album atteint la 30e place des charts. Ils jouent par la suite au festival Reading and Leeds avec The Strokes et Pulp. Le groupe tourne plus tard en Europe et en Scandinavie en février 2012 en soutien à l'album, ainsi qu'au Bingley Music Live le 1er septembre 2012.

### We Met at Sea
Le 29 avril 2013, leur quatrième album studio We Met at Sea sort, accédant à la 23e place des charts britanniques à sa sortie. Il est enregistré avec Matthew Peel et Andrew Hawkins aux Cottage Road Studios. En 2013, le groupe tourne dans son pays natal, en Europe et en Russie, en soutien à l'album, jouant à des festivals comme le Belladrum Festival, Kubana Festival (Russie), Brownstock Music Festival et le V festival '13.
Le groupe commence plus tard à écrire son cinquième album studio, qui est annoncé pour début 2015.

### Broken Glances
Le 24 février 2017, le groupe sort son cinquième album, Broken Glances. Ils embarquent ensuite dans une tournée britannique en mars la même année en son soutien. Ils jouent avec Franklin, The Tiny Minds, Autopilot et Nobodies Birthday. Ils reviennent au Leeds Festival en août.

## Membres

### Membres actuels
- Matt Bowman - chant
- Oliver Main - guitare
- Ryan Wilson - guitare rythmique
- Dave Best - basse
- Jimmi Naylor - batterie

### Ancien membre
- Paul Spooner - batterie (2004)

## Discographie

### Albums studio
- 2007 : Wait for Me
- 2008 : Emergency
- 2011 : Up, Guards and at 'Em!
- 2013 : We Met at Sea
- 2017 : Broken Glances
- 2023 : Tv Show

### Compilations
- 2025 : Still Not Sorry